# برندن کانتی (دوچرخه‌سوار)
برندن کانتی (اسپانیایی: Brendan Canty‎؛ زادهٔ ۱۷ ژانویهٔ ۱۹۹۲) دوچرخه‌سوار اهل استرالیا است.
از باشگاه‌هایی که در آن رکاب زده‌است می‌توان به تیم دوچرخه‌سواری دراپاک و کنندیل–دراپاک اشاره کرد.